# Freda Betti
Pour les articles homonymes, voir Betti.
Freda Betti, de son vrai nom Frédérique Betti, est une artiste lyrique (mezzo-soprano) française, née le 26 février 1924 à Nice (Alpes-Maritimes) où elle est morte le 13 novembre 1979.

## Biographie
Freda Betti naît dans le Vieux-Nice en 1924 d’une famille modeste : son père est peintre en bâtiment, sa mère poissonnière. Sa famille paternelle est originaire de la région d’Émilie-Romagne en Italie : son grand-père est né à Parme et il a immigré à Nice avec sa femme et ses enfants en 1893.
Elle étudie la musique et plus particulièrement le chant avec Édouard Rouard au conservatoire de Nice où elle obtient un premier prix de chant en 1943, mais la jugeant trop jeune pour commencer une carrière (elle n'a que dix-neuf ans), la direction crée pour elle une classe supérieure de chant, afin qu'elle puisse poursuivre ses études une année de plus. Elle fait ses débuts à l'Opéra de Monte-Carlo en 1947 dans Faust de Charles Gounod (rôle de Siébel).
Elle se produit fréquemment avec l'Orchestre radio-lyrique de la RTF au début des années 1950, avant de devenir Sociétaire de l'Opéra-Comique dans les années 1960, ce qui lui permet de se produire également sur la scène de l'Opéra de Paris dans le cadre de la RTLN. Elle chante sur les grandes scènes nationales  (Bordeaux, Nantes, Nice, Rouen, Strasbourg, Toulouse) et européennes (Monte-Carlo, La Scala), ainsi que dans de nombreux festivals d'art lyrique, dont ceux d'Aix-en-Provence, d'Avignon, de Bayreuth et d’Orange.
Parmi son répertoire, on peut citer Fricka (La Walkyrie), Dulcinée (Don Quichotte), Suzuki (Madame Butterfly), Brangäne (Tristan et Isolde) et surtout Carmen, qu'elle interprète plus de 150 fois. Elle a également participé à la création de L'Opéra d'Aran de Gilbert Bécaud en 1962 au théâtre des Champs-Élysées.
Elle se consacre à l'enseignement du chant au conservatoire de Monaco dans les années 1970.
Elle meurt chez elle à Nice en 1979, à l'âge de 55 ans, et est enterrée dans le caveau familial avec son mari et ses parents au cimetière du Château à Nice.

## Vie privée
Freda Betti a épousé René Clermont (1919-1976) le 29 octobre 1949 à Levallois-Perret. Son témoin de mariage était son frère Henri Betti. Le couple a eu deux enfants.

## Famille
Freda Betti était la sœur du compositeur Henri Betti et l’arrière-grand-tante du footballeur Alexy Bosetti.
Elle n’a pas de lien de parenté avec l’actrice Laura Betti et la chanteuse Priscilla Betti.

## Répertoire
- 1947 : Faust de Charles Gounod, Opéra de Monte-Carlo, Jules Gressier (dir.) : Marthe Schwerlein.
- 1949 : Comme ils s'aiment de André Lavagne, Orchestre Radio Lyrique, Tony Aubin (dir.) : Madame de Fichtaminelle.
- 1950 : Le Domino noir de Daniel-François-Esprit Auber, Orchestre radio-lyrique de la RTF, Jules Gressier (dir.) : Ursule.
- 1951 : L'Ivrogne corrigé de Christoph Willibald Gluck, Orchestre philharmonique de Paris, René Leibowitz (dir.) : Mathurine.
- 1952 : Le Joueur de flûte d'Hervé, Orchestre radio-lyrique de la RTF, Maurice Soret (dir.) : Busa.
- 1952 : Jenůfa de Leoš Janáček, Charles Bruck (dir.) : la femme du juge.
- 1953 : La Rôtisserie de la reine Pédauque de Charles-Gaston Levadé, Orchestre radio-lyrique de la RTF, Pierre Dervaux (dir.) : Jeannette.
- 1953 : Les Saltimbanques de Louis Ganne, Orchestre Chœurs Raymond Saint-Paul, Jules Gressier (dir.): Marion.
- 1954 : Roméo et Juliette de Charles Gounod, Orchestre radio-lyrique de la RTF, Jules Gressier (dir.) : Gertrude.
- 1955 : Le Barbier de Séville de Gioachino Rossini, Orchestre radio-lyrique de la RTF, Jules Gressier (dir.) : Berta.
- 1955 : Snégourotchka de Nikolaï Rimski-Korsakov, Orchestre radio-lyrique de la RTF, Charles Bruck (dir.) : Bobilikha.
- 1956 : Le Jour et la Nuit de Charles Lecocq, Orchestre radio-lyrique de la RTF, Roger Ellis (dir.) : Sanchette.
- 1956 : Le Médium de Gian Carlo Menotti, Orchestre radio-lyrique de la RTF : Madame Nolan.
- 1956 : La Périchole de Jacques Offenbach, Orchestre radio-symphonique de Lille, Marcel Cariven (dir.) : Mastrillas et Brambilla.
- 1956 : Madame l'archiduc de Jacques Offenbach, Orchestre radio-symphonique de Lille, Marcel Cariven (dir.) : la Comtesse.
- 1957 : Gillette de Narbonne d'Edmond Audran, Orchestre radio-lyrique de la RTF, Pierre Tellier (dir.) : Gillette de Narbonne.
- 1957 : Les Bavards de Jacques Offenbach, Orchestre radio-lyrique de la RTF : Béatrice.
- 1958 : L’Amour des trois oranges de Sergueï Prokofiev, Orchestre radio-lyrique de la RTF, Manuel Rosenthal (dir.) : Linette.
- 1960 : Le Médecin malgré lui de Charles Gounod, Orchestre radio-lyrique de la RTF, Élisabeth Brasseur (dir.) : Martine.
- 1961 : Padmâvatî d’Albert Roussel, Orchestre radio-lyrique de la RTF, René Alix (dir.) : une femme du peuple et la 2e femme du palais.
- 1961 : Lavinia de Henry Barraud, Orchestre de la Société des Concerts du Conservatoire, Serge Baudo (dir.) : Nunziatina.
- 1961 : Rip de Robert Planquette, Orchestre radio-lyrique de la RTF, Marcel Cariven (dir.) : Kate.
- 1962 : Orphée aux Enfers de Jacques Offenbach, Orchestre radio-lyrique de la RTF, Marcel Cariven (dir.) : l'Opinion publique.
- 1962 : Rhodope de Louis Ganne, Orchestre radio-lyrique de la RTF, Marcel Cariven (dir.) : Nausicaa.
- 1963 : Giroflé-Girofla de Charles Lecocq, Orchestre radio-lyrique de la RTF, Marcel Cariven (dir.) : Aurore.
- 1964 : La Chanson de Fortunio  de Jacques Offenbach, Orchestre radio-lyrique de la RTF, Jean-Claude Hartemann (dir.) : Babet.

## Apparitions à la télévision
- 1956 : Le Médium (adaptation du Médium) de Claude Loursais : Madame Nolan. (RTF)
- 1957 : Les Bavards (adaptation des Bavards) de Bronislaw Horowicz : Béatrice. (RTF)
- 1960 : Le Médecin malgré lui (adaptation du Médecin malgré lui) de Claude Loursais : Martine. (RTF)

## Anecdotes
En 1948, Freda Betti chante deux chansons composées par son frère Henri Betti dans deux émissions de radio diffusées sur Paris Inter : Le Bonheur du Monde (paroles de Maurice Vandair) et Je Cherche une Étoile (paroles de René Rouzaud).
En 2018, Benoît Duteurtre anime l'émission de radio Étonnez-moi Benoît consacrée à la carrière de son frère Henri Betti avec la participation de son neveu et petit-neveu : François et Olivier Betti. Pendant cette émission qui est diffusée sur France Musique le 28 avril, l'animateur passe un extrait de l'opéra-bouffe Le Jour et la Nuit composée en 1881 par Charles Lecocq avec des paroles d'Eugène Leterrier et Albert Vanloo que Freda Betti avait jouée en 1956 dans le rôle de Sanchette.
En 2024, l'Office des Émissions de timbres-poste publie un timbre à son effigie pour célébrer le centenaire de sa naissance. Le timbre est dessiné par Cyril de La Patellière et est gravé en taille-douce par Claude Jumelet.